# مارتین جروئوجا
مارتین جاروئوجا (تلفظ در استونیایی: [ˈmɑr.tin ˈjær.ʋeˈojɑ]; زاده 18 اوت 1987) یک نقشه خوان استونیایی رالی است. او در حال حاضر با اوت تاناک تیم است و برای هیوندای موتوراسپورت در مسابقات رالی قهرمانی جهان رقابت می کند.
از تیم هایی که در آن بازی کرده است می‌توان به هیوندای موتوراسپورت و تیم رالی جهانی تویوتا گازو ریسینگ اشاره کرد.

## حرفه رالی
او فرزند سیاستمدار استونیایی، توماس یاروئوجا و مبارز جودو است (او پنج بار قهرمان کشوری استونی است).  مارتین جروئوجا کار خود را در رالی در سال 2006 آغاز کرد و برای چندین راننده از جمله پسر عمویش کن جروئوجا و عمو تارمو جروئوجا که در مسابقات قهرمانی منطقه ای و ملی شرکت می کردند، رانندگی مشترک انجام داد. 